# Грешный ангел
«Грешный ангел» перекликается с лучшим, что советская культура создавала для детей, — от «Двух капитанов» до «Дикой собаки Динго». Всё знакомо: хитроумный обман учителей, первые влюбленности, коллективные проявления что благородства, что жестокости.
«Грешный ангел» — советский детский драматический фильм 1962 года режиссёра Геннадия Казанского.
Фильм о том, как девочке, чьи родители были репрессированы, а сама она чуть не попала в сети религиозных сектантов, помогают обрести веру в жизнь друзья и педагоги. Снятый в конце «оттепели», в ходе развенчания «культа личности» и антирелигиозной кампании, фильм вскоре был негласно запрещён.
Киновед Михаил Трофименков так оценил фильм: «Установку партии и правительства режиссёр Казанский всё же реализовал, но вполне анекдотическим образом. Фильм получился „антикультовым“ вдвойне… Казанский был добрым режиссёром: добрым без соплей, понимающим и чувствующим детей, с которыми работать умел отменно. И получилась у него не экранизация актуальных директив ЦК, а серьёзное и благородное детское кино про жизнь, которая — а для детей особенно — не чёрная и не белая, а разная».

## Сюжет
Знаете в чём ваша ошибка? Вы думаете обо всех, а нужно думать о каждом.
Да, хорошо бы, конечно, пожар — Людмилу Васильевну вытащить из огня и сказать ей — вот какому человеку вы поставили двойку!
14-летняя Вера Телегина убегает из детского дома, куда её определил дядя Миша — по наговору которого репрессировали её отца и мать.
Её родители — люди, внушившие ей высокие понятия о долге человека перед самим собою и перед другими, воспитавшие отвращение к лжи, трусости — настоящие коммунисты — и вдруг признаны «врагами народа» — это для девочки является невероятным, не укладывающимся в сознании. Защитная реакция на подлость когда-то близкого их семье человека, ощущение одиночества делают Веру озлобленной, замкнутой.
Вера теряет веру в торжество правды, в саму жизнь, и перед ней встаёт вопрос: что властвует в мире — добро или зло?
— Сила кругом. Сила и ложь. Всё пройдёт.
— А вот правда останется.
Возвращаясь с севера, где она пыталась увидеть родителей, Вера в пути встречает старичка-богомольца, который рассказывает ей о том, что правды на земле нет: «Все в столицу едут, ха, правду ищут. А Москва — она бьёт с носка», расписывает, как же хорошо живётся у тёплого моря в монастыре у матушки Аггрипины, и направляет Веру туда.
Но приехав на Чёрное море, девочка первым делом идёт не в монастырь, а посмотреть море, где на пляже её замечает милиционер. Старшина милиции Христофор Ставриди, прочитав в её дневнике произошедшую с ней историю, сжигает дневник с опасными для девочки записями и решает не возвращать Веру в детдом, а направить её в школу-интернат известного педагога Симбирцева — своего знакомого, с которым они в войну вместе воевали в партизанском отряде.
— Первый раз вижу живого партизана. А вы… только скажите правду: вы коммунист или член партии?
— Да разве это не одно и то же?
— Смешно. Конечно нет.
В школе-интернате на вопросы одноклассников о родителях Вера вынуждена врать, что её отец — полярник, а на вопрос «и когда он за тобой приедет?» отвечает, что это известно каждому октябрёнку — когда растает лёд.
В первый же день Вера не хочет идти на занятия по кулинарии, заявляя, что ей это не нужно: "При коммунизме будут только общественные столовые — и в наказание отправляется на кухню на чистку картошки, а на вопрос нахулиганивших на уроке, постоянно попадающих «на чистку», неразлучной парочки Каретникова и Кохеладзе: «Вера, а тебя за что?», отвечает — «За кулинарию».
Однако директор Симбирцев, веря в Веру, доверяет ей перевоспитывать пятиклашку Шурика — выясняется, что этот малолетний любитель французского романа «Капитан Сорви-голова» уже вовсю курит! Вера справляется с этой задачей, но своими методами.
У меня теоретический вопрос: какого человека может полюбить самая лучшая девочка на Земле, а также за её пределами?
В новенькую влюбляются сразу несколько мальчишек, и сложные любовные геометрические фигуры, складывающиеся в классе приводят к тому, что Вера срывает урок литературы: при обсуждении поэмы Пушкина «Евгений Онегин» Вера высказывается, что Татьяна вовсе не представительница лучших женщин: «Мы верили, что она полюбила на всю жизнь, а она вышла замуж, у неё муж старый, нелюбимый, зато — генерал!» — но влюблённые в неё соперники, понимающий что эти слова — камень в их огород, берут слово — один в ответ заявляет, что Онегин-то был бездельник, а муж Татьяны — «инвалид Отечественной войны, боевой генерал, может, защищал Москву», на что другой возражает — «А может он был белогвардейцем?» — и в классе начинается драка не сошедшихся во мнениях юных литературоведов.
Пока двое Вериных воздыхателей отправляются решать вопрос о литературе за чисткой картошки, третий — Кохеладзе — решает завоевать любовь практическими действиями: подговаривает пятиклашку Шурика, чтобы он, купаясь, притворился тонущим — намереваясь «героически спасти» его на глазах у Веры. Шурик притворяется с криком «Помогите!», Кохеладзе бросается в холодную воду, где его ноги сводит судорога и он сам начинает тонуть по-настоящему. Спасает обоих бывший уголовник Кирюша — знакомый Веры по её первым беспризорным дням на пляже.
— Людмила Васильевна…

— Сейчас вы мне скажете, что ещё Адам говорил Еве «Я вас люблю, вы моя судьба»…

— А вы мне сейчас дружбу будете предлагать, а это значит «Катись, милый, и не отсвечивай», так что ли?

— Иван Спиридоныч, милый вы мой… приблизительно. Друзья?
Позднее Кирюша рассказывает своей сестре, тоже ученице школы Наташе о том, что Веру он встречал в милиции. И Наташа — ставшая лучшей подругой Веры, за которую Вера была готова в случае чего «всем глаза выцарапать» — из ревности к Юре рассказывает классу о том, что родители Веры никакие не полярники.
Весь класс называет Веру вруньей, её начинает дразнить, и только двое встают на её защиту — пятиклашка Шурик, бросающийся с кулаками на обидчиков Веры, и секретарь пионерской дружины класса, говорящий, что все они — не верящие словам своего товарища Веры, что её родители честные люди — недостойны носить пионерские галстуки.
Несмотря на то, что стало известно, что её родители — «враги народа», Вера не собирается от них отказываться. Поэтому в школе решено провести педсовет.
Некоторые школьники отправляются на педсовет защищать Веру, но им объясняют, что «Телегина не нуждается в адвокатах», а на вопрос Шурика «А как же демократия?» его просто выставляют за дверь.
Педсовет превращается в суд, но не над Верой, а по выражению любимого учениками «Колобка» — учителя математики — в «великое радение педантов и ханжей» над директором Симбирцевым, вставшим на защиту своей ученицы:

— Так почему же вы хотите осудить её? В чём она виновата? Мы с вами не обсуждаем — виновны ли её родители или нет — это за нас сделали другие. Я вижу, как горячо она любит родителей, и я не буду запрещать этого… Я наверное скоро уйду, не с работы, нет, а из жизни… и мне как-то страшновато оставить вам всё это. Учителями должны быть добрые люди.
Вера, чтобы не подставлять вступившегося за неё директора Симбирцева, сама уходит из школы-интерната.
Бредя в никуда, она снова встречает старика-богомольца, но несмотря не безвыходность положения и полное одиночество, Вера убегает от него.
Зайдя на прощание домой к учителю труда, она узнаёт от него, что Симбирцев поставил перед руководством РОНО ультиматум — либо Веру оставляют, либо он тоже уходит, поскольку в таком случае он — Народный учитель СССР, последователь А. С. Макаренко — уже не сможет считать себя учителем. А вскоре приходит Юра, заботливо и участливо зовущий её «домой».
Вера возвращается в школу. Её навещает вовсе не забывший о ней старшина милиции Христофор (как говорит Вера — «Колумб») Ставриди и привозит гостинцы. Вера мирится с Наташей. Бывший уголовник Кирюша умудряется так себя показать, что его зовут на работу в школу — завхозом.
Вера, Вера! К тебе приехали! Иди скорее! С тебя поллитра!
Вера снова обретает веру в жизнь, в то, что не все люди плохие.
Симбирцев отправляется в Москву на Всесоюзный съезд учителей и обещает Вере, что постарается узнать о судьбе её родителей.
А летом приходит весть о реабилитации её родителей, и за ней — телеграмма, что они едут к Вере.

## В ролях
- Ольга Красина — Вера Телегина

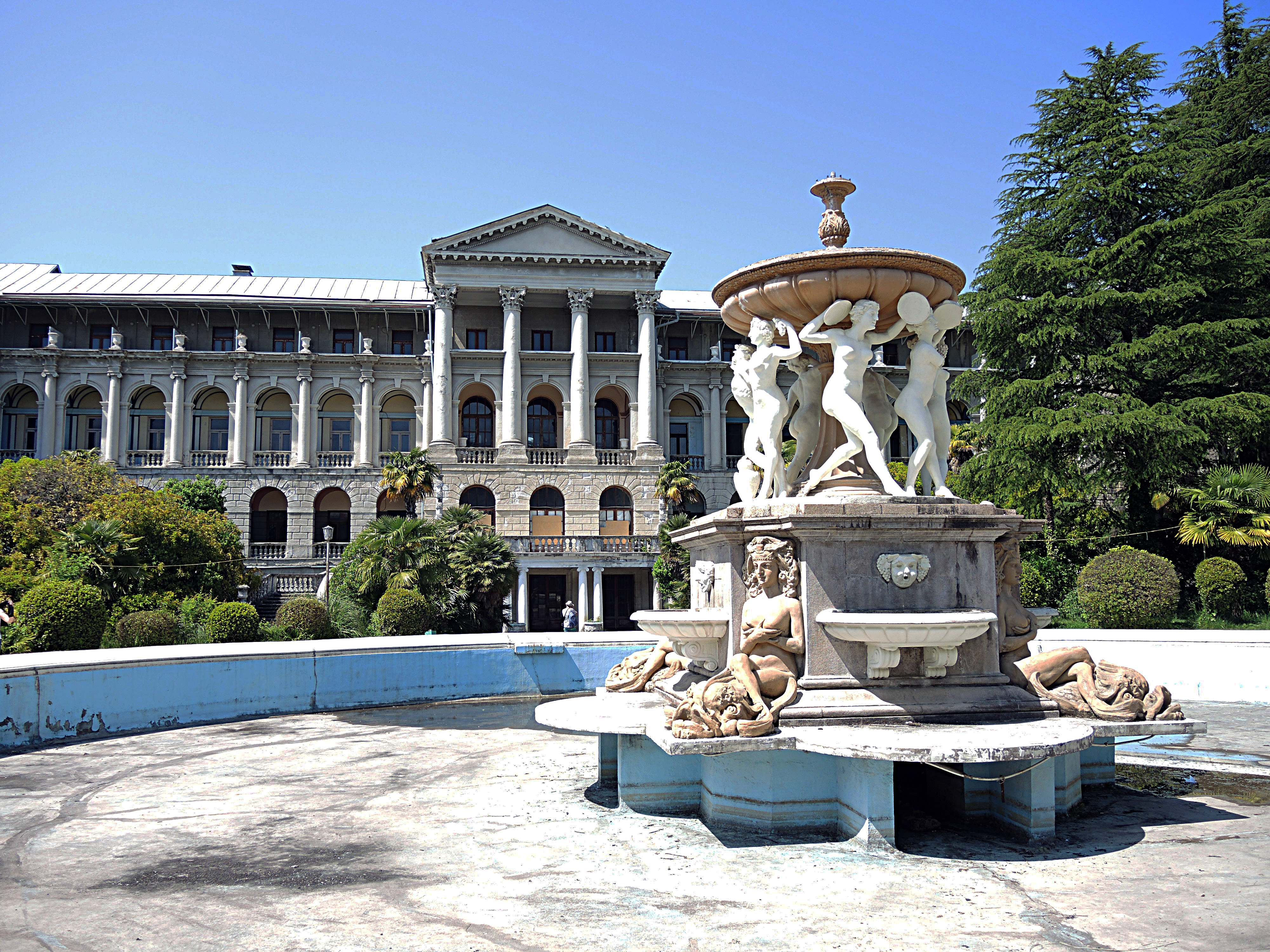
Город в фильме назван «Приморск», но на самом деле это Сочи, в одном из кадров видно, как Вера проходит мимо фонтана Санатория имени Серго Орджоникидзе

- Николай Волков — Денис Антонович Симбирцев, директор школы-интерната
- Нина Веселовская — Людмила Васильевна Молчанова, учительница русского языка и литературы, завуч школы
- Геннадий Фролов — Иван Спиридонович Маркичев, учитель труда, секретарь парторганизации школы
- Юрий Медведев — Клименков, учитель математики по прозвищу «Колобок»
- Борис Чирков — религиозный старик
- Марк Перцовский — Христофор Ставриди, старшина милиции
- Галина Волчек — Афродита, жена Ставриди
- Алексей Кожевников — Кирилл Петрович Заречный, бывший уголовник Кирюша по кличке «Филин»
- Валерий Денисов — Юра Соломатин, председатель совета дружины школы
- Николай Мельников — Каретников
- Сосо Абрамашвили — Кохеладзе
- Светлана Балашова — Наташа
- Борис Бархатов — Шурик Кондаков
- Олег Солюс — Александр Данилович Телегин, отец Веры
- Галина Карелина — мать Веры Телегиной
- Николай Харитонов — дядя Серёжа
- Любовь Малиновская — Клавдия Петровна, учительница
- Борис Рыжухин — Николай Николаевич, учитель химии
- Роза Свердлова — учительница

## Критика

### Игра актёров
Играющей 14-летнюю героиню Ольге Красиной на момент съёмок было 20 лет, и у неё не было актёрского образования — отчисленная с первого курса ВГИКа за нарушение приказа ректора о неучастии в съёмках на период обучения (снялась в фильме-опере 1960 года «Пиковая дама»), училась на заочном в ГИТИСе. Созданный её образ Веры получил положительные отзывы:

Образ пятнадцатилетней Веры Телегиной — смелой, неподкупной и (пусть это не прозвучит высокопарно!) героически сражающейся за честь самых дорогих и близких ей людей, отца и матери, — это успех прежде всего молодой артистки О. Красиной.— детский писатель Анатолий Алексин, 1963 год
Игре Ольги Красиной очень высокую оценку в рецензии в журнале «Искусство кино» дал критик В. Ф. Залесский:

Самое сильное, самое цельное впечатление в фильме оставляет образ Веры в первую очередь благодаря исполнительнице этой роли — несомненно одаренной, с прекрасными артистическими данными Ольге Красиной.

Я весьма внимательно следил за каждым кадром, за каждым эпизодом, в котором действует эта обаятельная артистка. И всякий раз в её игре все было предельно убедительно: ни одного неточного движения, ни одной приблизительной интонации. Внутреннее состояние девочки часто менялось, возникали самые разнообразные и противоречивые состояния: удивление сменялось тревогой, доверчивость отчуждённостью, радость сомнениями. И в любом из этих состояний Вера — Красина была до конца искренна и достоверна. Актрисе чуждо не только какое-либо подчеркивание, тем более нажим, ей не свойственна даже еле уловимая ретушь, накладываемая на портрет. Красина благородно, сдержанно показывает и горе и радость Веры, отчаяние и великодушие, умение быть благодарной и упорное стремление остаться самой собой, ни в чём не отступить от своих мыслей и чувств…— В. Ф. Залесский, театровед, критик, зам. директора МХАТа 2-го в 1932—1936 годах, зам. гл. редактора журнала «Театр» в 1937-51 годах
Положительно была отмечена и игра других актёров: так, Борис Чирков играет религиозного старика «очень точно и зло», а старшина милиции в исполнении Марка Перцовского характеризован как «немного условный, но в чём-то очень правдоподобный».
Была отмечена неудача с ролью директора школы-интерната Симбирцева в исполнении Николая Волкова, но критика не видела в этом вины актёра:

Упрёки в значительной мере касались образа «идеального воспитателя» Симбирцева. Действительно, сценарий М. Берестинского поставил исполнителя в чрезвычайно трудное, если не сказать, неловкое положение, ибо играть нужно было не живого человека, а средоточие высоких человеческих и педагогических качеств. Только уж очень условная это фигура.— Актеры Советского Кино, Том 6, 1970 — стр. 70

### Тема фильма
Обычно новейшей критикой фильм характеризуется как простое антирелигиозное кино периода антирелигиозной кампании, например: «вполне типичная для начала 60-х антирелигиозная драма о девочке-подростке, оставшейся без арестованных по ложному обвинению родителей и попавшей под влияние „религиозных фанатиков“».
Однако современной фильму критикой акцентировалось внимание на другой его стороне — отношении к периоду правления Сталина:

Публицистика в оголённой, «тезисной» форме почти не присутствует в фильме, но само содержание его, идеи, выраженные в образах, публицистичны и полемичны. Полемика эта направлена против тех, кто склонен видеть в недавнем прошлом одни лишь ужасы сталинских репрессий… А ведь и тогда движимые высокими идеалами коммунизма миллионы людей несли в себе светлую веру в своё дело, отстаивали советскую Родину в Великой Отечественной войне и в мирном труде совершали титанические подвиги. И в те годы не мог прекратиться и не прекращался духовный рост нового, советского человека.— журнал «Советский экран», 1963 год

Создатели фильма «Грешный ангел» не поддались «искушению» грязной кистью вымазать трудные годы жизни страны. Они честно сказали в своем фильме: да, были «дяди Серёжи», было непостижимое, леденящее душу равнодушие, не менее страшное, чем непосредственное зло. Но не это определяло сознание народа, сумевшего построить фундамент социализма и в тяжёлой, титанической борьбе сломить чудовищную военную машину фашистской Германии. И тем не менее находятся особого рода «правдолюбцы», которые вместе с осуждением культа личности готовы осудить задним числом всю прожитую в те годы жизнь, а заодно и наши идеалы, свершения. И «правдолюбцы», во многом преуспевающе пережившие годы культа личности, сейчас завопили: «обманули» наши души, «опустошили» наши сердца. Фиктивные счета, лживые вопли. Но они порой смущают и безусых и бородатых мальчиков и их подружек, позволяющих себе подвергать все сомнению и тоже кричать «ограбили!» — журнал «Искусство кино», 1963
В 2017 году доктор филологических наук, профессор филфака ГТУ А. Ф. Рогалёв отметил, что хотя с позиции сегодняшнего дня фильм является историческим — отражающим жизнь и социально-психологические установки 1950-х годов, а в жанровом отношении — профессионально снятой драмой «с очень деликатным подходом к теме репрессий и социальной несправедливости в стране», но в целом фильм, главный идейный стержень которого — выбор жизненной позиции и человечность — вне конкретного исторического периода, актуальный во все времена:

Вся политико-идеологическая составляющая фильма является лишь фоном, на котором представлены фигуры и лица, имеющие вневременные и всечеловеческие черты, заметные в любое время, при любой власти и в любом социуме. Об этом говорит и далёкое от политики конкретного исторического периода и коммунистической идеологии метафорическое название фильма. Грешный ангел — это человек вообще, любой из нас, рождающийся ангелом, то есть непорочным и без предосудительных мыслей, но быстро впадающий в грех, поскольку вынужден находиться и действовать в обществе, построенном на принципах силы и лжи.
При этом, по мнению А. Ф. Рогалёва, эпизод встречи Веры с религиозным стариком вполне необходим и без учёта идеологии времени фильма, этот эпизод уместен исходя из сюжета — человек, находящийся в сложной ситуации и на жизненном распутье, нередко рассматривает как альтернативу уход из грешного мира в монастырь, думая, что там что-то по-другому.
По поводу темы фильма киновед Михаил Трофименков в 2016 году заметил, что в фильме сектант и появляется-то в кадре всего лишь два раза — и задался вопросом: «Зачем он вообще понадобился?», и, пытаясь понять мотивы режиссёра фильма, отметил, что фильм снимался во время антирелигиозной кампании и оттепели, и был вынужден соответствовать установкам периода:

Установку партии и правительства режиссёр Казанский все же реализовал, но вполне анекдотическим образом. Фильм получился «антикультовым» вдвойне.
У дважды появляющегося на экране старика-сектанта не сходит изумление с лица: что я, где я, не ошибся ли фильмом. Получив отлуп от Веры при первой же попытке охмурить её, он вдруг объявляется ближе к финалу лишь для того, чтобы, удостоверившись в собственной ошибке, шарахнуться от девочки с экрана…
Геннадий Казанский — не новобранец оттепели, а 52-летний автор изобретательного «Старика Хоттабыча» (1956), только что сорвавший банк звонким хитом «Человек-амфибия» (1961). Даже на роль Дениса Анатольевича, носителя партийной и человеческой мудрости, он взял не кого-нибудь, а Николая Волкова, того самого Хоттабыча.— 

## Интересный факт
- В фильме есть эпизод, где отвечающему у доски ученику другой подсказывает ответ по радио, при этом наушник отвечающего замаскирован повязкой. Аналогичный эпизод появился в фильме «Операция Ы…», вышедшем тремя годами позднее.

## Комментарии
1. ↑  в кабинете директора школы Симбирцева висит портрет А. С. Макаренко, кроме того, критикой замечено, что отчество персонажа «Антонович» также является намёком на то, что директор — идейный наследник выдающегося педагога[3].